# Tarita Teriipaia
Tarita Teriʻipaia (Bora Bora, Polinesia Francesa, Francia; 29 de diciembre de 1941) es una actriz francesa de ascendencia polinesa y china que adquirió popularidad al ser esposa de Marlon Brando.
Su oportunidad le llegó cuando se realizó un casting para interpretar a la princesa Maimiti en la versión de la película Rebelión a Bordo (1962). Tarita trabajaba entonces como camarera en un hotel, ganó el casting y conoció a Brando.
Interpretó el papel de la princesa Maimiti, la hija del Gran Jefe Hitihiti de la Isla de Tahití, quien forma pareja con Fletcher Christian (interpretado por Brando). Fue nominada al Globo de Oro como mejor actriz de reparto gracias a este papel.
Ella explicó más tarde que al conocer a Brando rechazó sus intentos de seducirla y que solo estaba en la película por el buen sueldo. Con esto solo aumentó el interés de Brando por conquistarla.
La insistencia del actor ganó el corazón de la tahitiana después de varios meses de relación platónica, ya que ella le temía, según confesaría más tarde.
Tarita se convirtió en la tercera esposa de Brando en el año 1962. Es la madre de dos de los hijos de Brando, un hijo, Simon Teihotu (nacido en 1963) y una hija, Tarita Cheyenne (1970-1995). Se divorciaron en 1972. Después del divorcio, nunca más llegaron a una reconciliación.
Apenas unos meses después del fallecimiento de Marlon Brando en 2004, Tarita publicó sus memorias: Marlon, mi amor y mi tormento.